# Kanton Lacapelle-Marival
Kanton Lacapelle-Marival (francouzsky Canton de Lacapelle-Marival) je francouzský kanton v departementu Lot v regionu Midi-Pyrénées. Tvoří ho 19 obcí.

## Obce kantonu
- Albiac
- Anglars
- Aynac
- Le Bourg
- Le Bouyssou
- Cardaillac
- Espeyroux
- Issendolus
- Labathude
- Lacapelle-Marival
- Leyme
- Molières
- Rudelle
- Rueyres
- Saint-Bressou
- Sainte-Colombe
- Saint-Maurice-en-Quercy
- Thémines
- Théminettes